# Marcone Cena
Marcone Cena Cerqueira, noto semplicemente come Marcone (Itabuna, 12 settembre 1987), è un ex calciatore brasiliano, di ruolo centrocampista.